# Acacia effusifolia
Acacia effusifolia là một loài thực vật có hoa trong họ Đậu. Loài này được (R.S. Cowan & Maslin) Maslin & Buscumb mô tả khoa học đầu tiên năm 2008.